# Logique quantique
Pour les articles homonymes, voir Quantique.

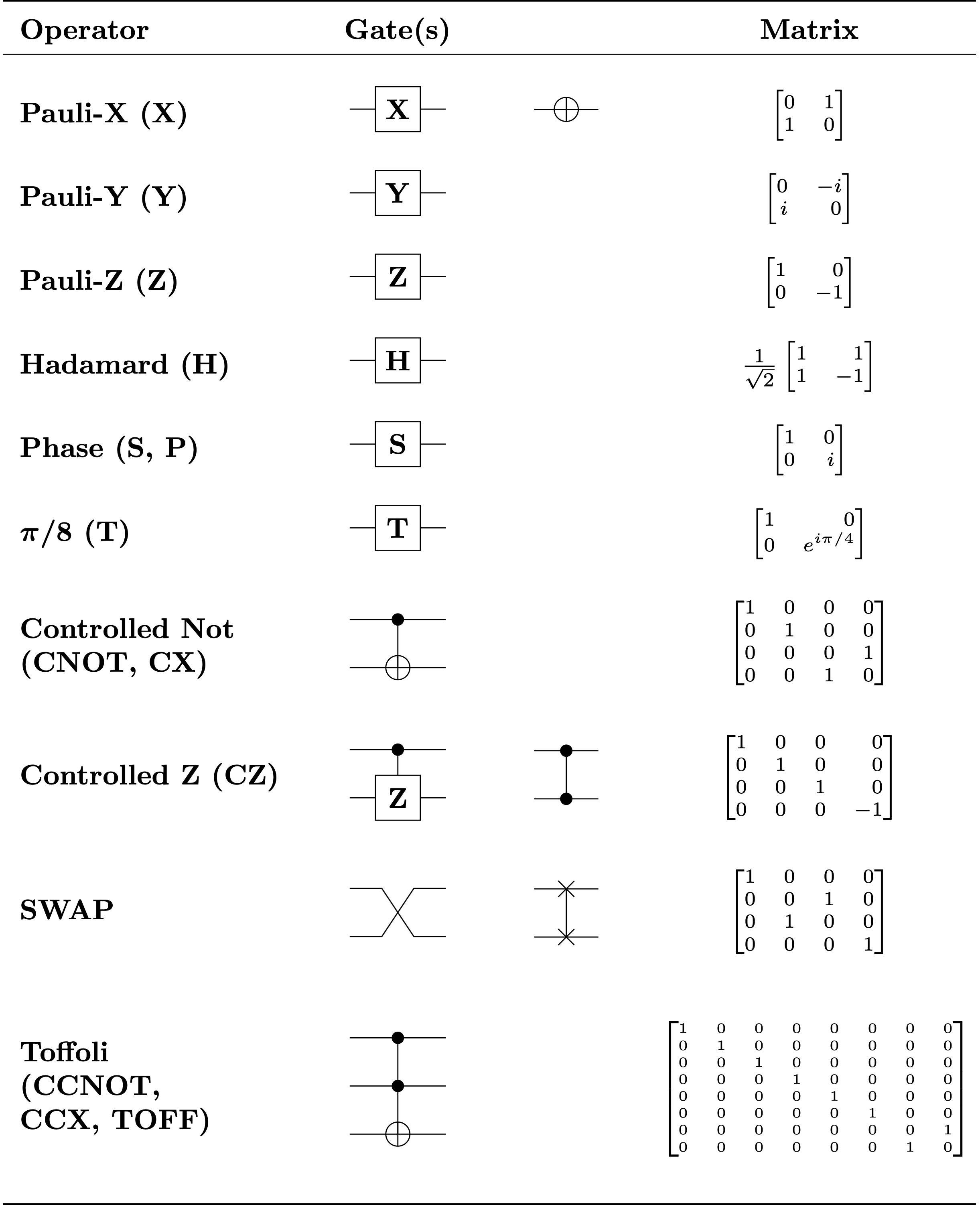
Opérateurs logiques quantiques communs par nom, porte quantique (gate) et matrice (matrix).

La logique quantique est la base de raisonnements et conclusions en accord avec les postulats de la mécanique quantique. En particulier, les observables n'étant pas forcément commutatives, le théorème d'Heisenberg (cf. principe d'incertitude) entraîne la notion d'intricats, notion purement quantique comme l'illustre le célèbre paradoxe du chat de Schrödinger.
John von Neumann a montré, en réfléchissant aux fondations de la mécanique quantique, que la logique d'Aristote (cf. Organon) était en contradiction avec la logique quantique. En particulier, la notion du tiers exclu n'existe pas en logique quantique. George Mackey, puis Veeravalli Varadarajan (en) ont développé ces réflexions.